# Nämndeman
Den här artikeln handlar om nämndemän i Sverige. Se lekmannadomare för motsvarigheter i andra länder.
En nämndeman är en lekman som tillsammans med en eller flera lagfarna domare dömer i domstol. 
I Sverige förekommer nämndemän i tingsrätt, hovrätt, förvaltningsrätt och kammarrätt.
I de allmänna domstolarna deltar nämndemän vid avgörande av brottmål och familjerättsliga tvistemål och i förvaltningsdomstolarna i en rad olika måltyper, till exempel socialförsäkringsmål och mål om olika former av tvångsvård. I tingsrätt och förvaltningsrätt är nämndemännen i majoritet, medan i hovrätt och kammarrätt är de lagfarna domarna i majoritet.
Nämndemän i tingsrätt utses av kommunfullmäktige och nämndemän i hovrätt, förvaltningsrätt och kammarrätt utses av regionfullmäktige, i samtliga fall för en period på fyra år. Sedan 2015 ska fullmäktige välja nämndemän året efter allmänna val, dessförinnan skedde detta samma år som de allmänna valen. Rekryteringen av nämndemän sker genom de politiska partier som är representerade i fullmäktige, varför de flesta nämndemän är medlemmar i ett parti. Nämndemannauppdraget ska trots det vara opolitiskt – att ta politiska hänsyn när man dömer strider mot lagen och domareden – varför några hinder för att utse icke-medlemmar inte finns. Tvärtom uttalade både regeringen och riksdagen under 2006 att det är viktigt att rekryteringen breddas utanför de politiska partierna.

## Historia
Alltsedan medeltiden medverkade nämndemän på olika sätt i den dömande verksamheten i häradsrätterna på landsbygden i Sverige. Ursprungligen hade också rådmännen i städernas rådhusrätter en roll som starkt påminner om nämndemännens på landsbygden; de var lekmän och kom först senare att bli ämbetsmän. I Bergslagen kallades de bisittare vid bergstingen eller bergsnämndemän, och var åldermän. Vid häradsrätterna kallades de ofta tolvmän. Ursprungligen var nämnden inte en fast beståndsdel av domstolen, utan ett bevisningsmedel, som i vissa fall användes istället för det annars vanliga (ed och edgärdsmän). Nämnden avgjorde vad som var sant i målet, men dömde inte. Den hade således ungefär samma uppgift som juryn i anglosaxisk rätt. Bisittarna i nämnden var i allmänhet tolv till antalet. De valdes för varje enskilt mål av parterna själva eller av domaren med parternas samtycke. Bevisning genom nämnd undanträngde småningom alltmer de äldre bevisningssätten; i de yngre landskapslagarna och ännu mer i landslagarna blev "nämndemålen" allt flera. Nämnd användes inte bara vid häradstingen, utan också vid lagmansting, biskopsting och konungsting(i sistnämnda fallet kallades den konungsnämnd).
Det är inte helt klarlagt hur nämnden utvecklade sig från att vara ett bevismedel till att bli en beståndsdel av domstolen. Mot slutet av medeltiden tillsattes nämnden i allmänhet för hela tinget, inte för varje mål, men dess uppgift var fortfarande densamma. Men enligt 1600-talets praxis deltog nämnden med domaren i rättskipningen i hela dess utsträckning, således även i bedömandet av rättsfrågan. I rättegångsbalken i 1734 års lag var kompetens uttryckligen erkänd: nämnden sågs som en del av själva domstolen.

### Tillsättande
Från 1600-talet början tillsattes ny nämndeman genom självförnyelse (cooptation) vilket innebär att medlemskap i en grupp beslutas av gruppen själv. Först genom lag om val till nämndeman 1823-12-18 (K.F. 18 Dec. 1823)  fastställdes att val skulle ske i sockenstugan med en röst per bonde.

### Nämndemän var också förrättningsmän
Vid skattläggningsförrättning skulle två nämndemän tillsammans med kronofogde, häradsskrivare och lantmätare fastställa grunden för skatteplikten av t.ex. en gård. Nämndemännens uppgift var att fastställa jordartsgraderingen. Uppstod meningsskiljaktigheter mellan förrättningsmännen skedde omröstning, dock räknades nämndemännens båda röster endast som en röst. ((K.C.B. 5 feb. 1778).
Vid syneförrättningar (inspektion, besiktning), t.ex. av brottsplats, efter brand och andra skador, ägotvister, medverkade ofta nämndemän, ibland tillsammans med länsmannen.

## Antalet nämndemän
Från 1600-talets början var antalet nämndemän tolv. I den nuvarande svenska rättegångsbalken från 1942 (i kraft från 1948) infördes nämnd också i städernas rådhusrätter, samtidigt som antalet nämndemän minskades till nio. Vid tingsrättsreformen 1971 behölls systemet med nämndemän, men nämnden minskades till fem ledamöter. Från 1983 är antalet ledamöter i nämnden i tingsrätt tre.
1971 infördes nämndemän också i läns- och skatterätterna och 1977 i hovrätterna och kammarrätterna.

## Beslutskompetens
Nämndemännen är helt jämlika med de lagfarna domarna – alla har varsin individuell röst och alla deltar i samtliga beslut som rätten ska fatta. När de så kallade tvistemålsreglerna används har dock ordföranden, som alltid är en lagfaren domare, utslagsrösten vid lika röstetal. Nämndemän har även rätt att bifoga reservation med motivering till domen. Detta skiljer nämndemän från de jurymedlemmar som finns i många andra länder, som till en början ofta endast medverkar i brottmål, och då vanligen bara tar ställning i skuldfrågan, medan det är domaren som fastställer påföljden. Dock får juryn i några länder också fastställa straffet. I Sverige förekommer jury enbart i tryckfrihetsmål.
En undersökning publicerad 2012 sägs visa att nämndemän har liten inverkan på de domar som avkunnas i de svenska domstolarna.

## Arvodering
En nämndeman får ett grundarvode för varje sammanträdesdag. Om en nämndeman får löneavdrag eller annan inkomstförlust betalas ersättning för inkomstförlusten som uppkommer på grund av uppdraget. Arvodet grundar rätt till sjukpenning och allmän pension. En nämndeman har rätt till ledighet från anställning i den utsträckning som behövs för att han eller hon ska kunna utföra sitt uppdrag.

## Kvalifikationer
Nämndeman får inte vara underårig eller satt under förvaltare enligt 11 kap 7 § föräldrabalken. Har nämndeman ändå trots att han har förvaltare deltagit i rättegång måste rättegången tas om ifall part invänder mot hans deltagande. 
Samma gäller om nämndeman varit jävig, vilket uppmärksammats i flera rättegångar under 2012 som till exempel Mangsrättegången och Södertäljenätverket.